# Szent Kereszt-kápolna (Ludbreg)
A Szent Kereszt-kastélykápolna Horvátországban, a Varasd megyei Ludbreg település Batthyány-kastélyának kápolnája.

## Fekvése
A Szent Kereszt-kápolna a Ludbreg központjában levő Batthyány-kastélyban, az egykori vár mára átépített délnyugati tornyának és a mellette levő helyiségnek az összenyitásával kialakított épületrészben található.

## Története
A mai Batthyány-kastély elődjét Ludbreg várát 1320-ban „castrum de Ludbreg” alakban említik először. Csaknem ugyanebből az időből származik a vár közelében fekvő település említése is, melynek Szentháromság plébániatemplomát 1334-ben említi először Ivan főesperes „ecclesia sancte trinitatis de Ludbregh” néven. Ludbreghez kötődik Horvátország középkori történetének talán legjelentősebb szakrális eseménye, a Szent Vér csodája. A legenda szerint 1411-ben egy mise közben a kehelyben levő bor valóban Krisztus vérévé változott. A pap ijedtében a ritka relikviát az oltár mögé falaztatta be, és a rejtekhelyet csak halála előtt árulta el. A hivők tömege a csodáról értesülve elkezdte tisztelni a relikviát. Itt rögtön meg kell jegyezni, hogy ez az esemény mindenképpen előbb történt, mint azt a hagyomány tartja. A Josip Adamček által felkutatott források szerint ugyanis Ludbreg akkori ura Csúz János horvát bán már 1410-ben plébániát alapított Ludbregben Krisztus legszentebb vérének tiszteletére. Ezt az információt kisebb ortográfiai változtatásokkal Andrija Lukinović egészítette ki a dokumentum teljes szövegének közzétételével. Az új plébánia plébánosa a Szentháromság plébánia István nevű káplánja lett. Györgynek a Szentháromság plébánia plébánosának egyúttal megtiltotta, hogy Istvánt birtokaiban háborítsa. 

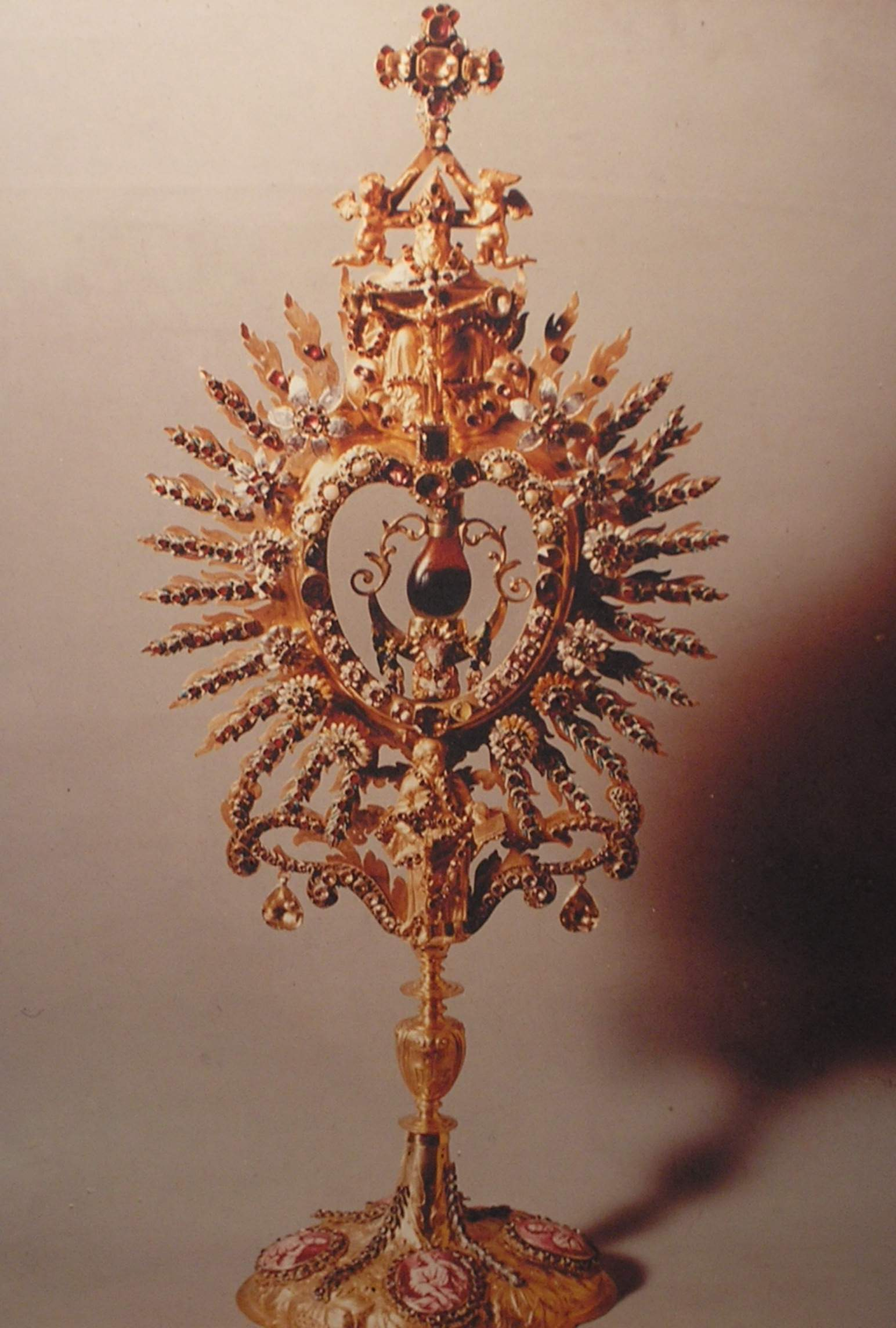
A ludbregi Szent Vér-ereklye díszes tartójában

A ludbregi szentvér csodát így mindenképpen 1410 előttre kell tennünk. Nyilvánosságra kerülésének időpontja talán összefügg azzal, hogy Zsigmond király 1407-1408-ban hosszabb ideig Ludbregben tartózkodott. Talán a király János bán meghívására így akart tisztelegni Krisztus legszentebb vérének ereklyéje előtt. Felmerül a kérdés, hogy maga a csoda hol történt meg. Ezzel kapcsolatban rögtön kizárhatjuk Szentháromság plébániatemplomot, mert akkor a bán nem a kápolnát emeltette volna plébániatemplom rangjára. Arról, hogy a kápolna valóban plébánia székhelye lett-e, vagy csak a bán akarata maradt nincs semmilyen későbbi írásos dokumentum. Nem szerepel a Zágrábi Egyházmegye plébániáinak 1501-es listáján sem.  Közben 1467-ben kihalt a Csúz család, és a birtok Vitovecz Jánosé és Túróczi Benedeké lett, akik között vita támadt a templom kegyúri jogairól. Ennek a vitának során említik, hogy a vitatott birtokon csak a Szentháromság plébániatemplom áll. A ludbregi csodát 1513-ban X. Leó pápa is elismerte és Ludbreg hivatalosan is búcsújáró hely lett. A település fejlődésére kétségtelenül kihatott a zarándokok idejövetele, így már 1461-ben mezővárosként említik.
A következő fordulat a kápolna történetében a horvát szábor 1739-es fogadalma, hogy Krisztus szent vérének tiszteletére kápolnát építenek. Ennek oka nyilván abban keresendő, hogy Batthyány Lajos és Károly lettek a ludbregi uradalom birtokosai, akiket 1742-ben Mária Terézia hivatalosan is megerősített birtokaikban. Három évvel később Batthyány Lajos meg is kezdte a régi vár helyén a kastély építését. A kastéllyal együtt újjáépült a kápolna is. A Batthyányiak nagy pénzeket fektettek be a kápolna reprezentatív kialakításába, hogy méltó hely legyen a híres ereklyének. Ezt nemcsak a kápolna méretei, hanem gazdag falfestményei, főoltára és három mellékoltára és szószéke kifejezte. A kápolna gazdag kialakítása kétségtelenül a Batthyány családnak az ereklye hosszútávon történő megtartására való törekvését szolgálta. Korábban ugyanis a török veszély miatt az ereklye többször elhagyta Ludbreget. Őrizték Gotalovecen, őrizte a Pásztori és a Szőgyéni család, végül visszatérésekor a kastély kápolnájába tették, ahonnan minden évben a búcsúnap előtt ünnepélyes körmenetben vitték a plébániatemplomba.
1787-ben azonban a körmenet után a ludbregi plébános nem akarta visszaadni, melyet követően botrány, majd per keletkezett. A plébános ezt a cselekedetét a neves horvát egyházi történész Kercselics Boldizsár egyik művére alapozta, melyben X. Leó pápa bulláját ismertetve az áll, hogy az ereklyét az erődített Ludbreg város Szentháromság plébániatemplomában helyezzék el és tartsák örökké. A Batthyányiak viszont arra alapozták igényüket, hogy a csoda az ő kápolnájukban történt. Ezen kívül rendelkeztek a korábbi tulajdonosok dokumentációjával is. Birtokukban volt egy 1410-ből származó dokumentum, amely egy Krisztus vérének szentelt külön plébánia megalapításáról szól. Egyébként a 18. század közepén végzett egyházi vizitációk szerint Krisztus legszentebb vérének ereklyéjét a legszentebb vér kápolnájának (Capella SSmi Sanguinis in Arce) nevezett kastélykápolnában őrizték. Akkoriban a falban található ostensorióban tartották (loco in muro Capella), ahol zár alatt volt (sub bona clausura).

## Építéstörténete

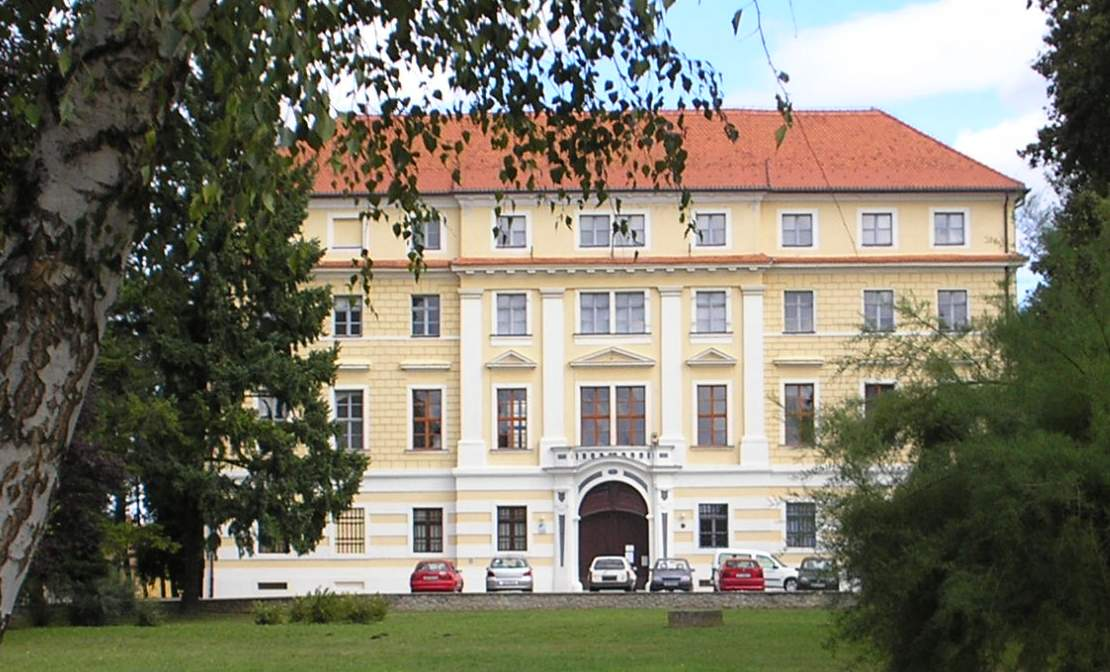
A Batthyány-kastély mai képe

A kápolna legkorábbi formájáról nincs történeti forrás és régészeti kutatások sem történtek még ez irányban. Az 1734-es leírás szerint vár négyszögletes volt. Ez alapján lehetséges, hogy a 15. század első felében a déli homlokzatot két torony díszítette, melyek közül a délnyugatiban volt kialakítva a várkápolna. Portáljának maradványai a délnyugati torony nyugati homlokzatán találhatók. A nyugati portál mellett a kápolnának volt egy ajtaja is, amely az északi szárnyból vezetett hozzá, a bejárat pedig a szomszédos szobából nyílt, amelyet a leírásokban „régi udvarnak” neveznek. Az elrendezésből következik, hogy a kápolnát nyilvánvalóan nemcsak a várúr és családja udvari kápolnájaként, hanem a nyilvánosság számára nyitott szakrális épületként is tervezték. Mindez amellett szól, hogy Ludbreg akkori urának, Csúz Jánosnak 1410 körül a vár alapos felújításával valóban sikerült a kápolnát plébániatemplomnak, a várat pedig gyülekezőhelynek, esetleg a zarándokok menedékhelyének (hospice) kialakítani. Abban az udvarban, amelynek közepén egy kút állt, talán nagyobb számú zarándok részére tartották a szabadtéri miséket.
A 16. század közepén a vár reneszánsz átépítése nyilvánvalóan nem azért történt, hogy kényelmesebb lakóhellyé alakuljon, hanem az egyre gyakoribb török inváziók elleni védekezés feltétele volt. Az első nagy török támadás a régió ellen 1532-ben, majd 1541-ben és 1552-ben történt. A vár körül egy külső falat építettek négy saroktoronnyal, amelyeket zsindely borított. A fal előtt árkot ástak és feltöltötték vízzel, amelyen egy felvonóhíd vezetett át. Ezt az írott forrásokban 1583-ban említik. Ezek a 18. századig maradtak meg. Ennek fényében nyilvánvaló, hogy Ludbreg vára többé-kevésbé megőrizte ugyanazt a megjelenését, amit a 15. század első évtizedeinek alapos helyreállításával nyert el.
A barokk átépítést 1745-ben kezdte meg Batthyány Lajos gróf. Ennek során a nyugati szárny első emeletén található, egykor stukkóval díszített nagy terem mellett épült meg a kastély legreprezentatívabb része a kápolna. A kápolna, amely korábban csak a délnyugati torony terét foglalta el, kibővült a nyugati szárny szomszédos helyiségével, amely egykor szoba volt, és amelyet írott forrásokban "régi csarnoknak" neveztek. A szentély kialakítása magában toronyban történt, míg az imént említett a termet hajóvá alakították át. Ebben a barokk időszakban a szentélyt egy kupola fedte, amely csegelyeken nyugodott, a hajót pedig három boltszakaszra osztva kupolás boltívek fedték. Mivel az épület kutatása során a délnyugati torony keleti falában, az első és második emelet között azoknak az ablakoknak maradványait találták, amelyek a régi kápolna fölötti egykori helyiséghez tartoztak, és az átépített kápolna kupolája egészen a harmadik emeletig ér nyilvánvaló, hogy a mai boltozat nem felel meg az 1734-es iratokban említett boltozatnak, amely csak 10 méter magas volt, míg az 1745 és 1753 közötti barokk átépítés után 14,18 magas lett.

## A kápolna freskói

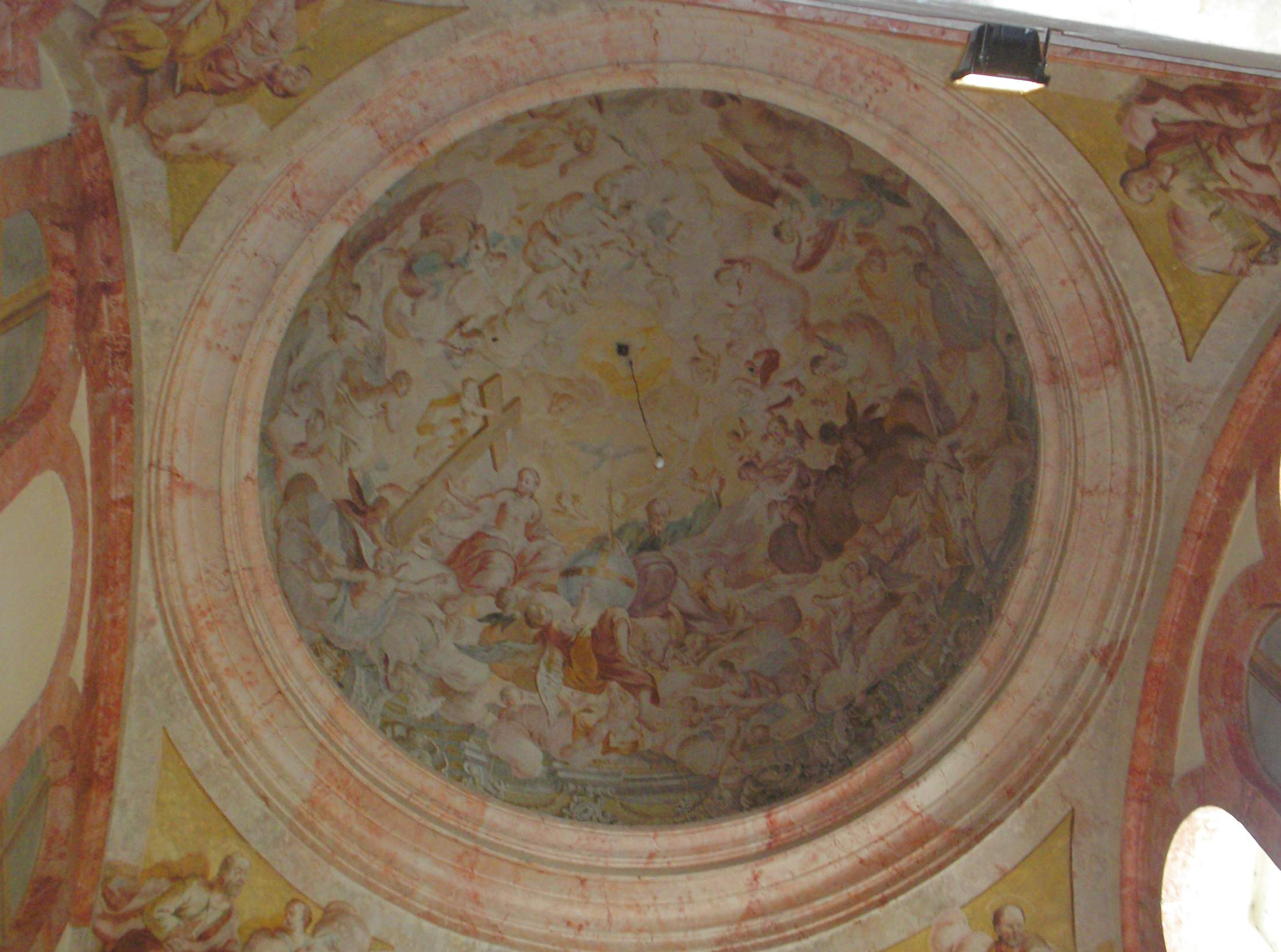
A kupola freskója

A szentély kupolájában a Szentháromságot ábrázoló jelenet megfelel klasszikus barokk ábrázolásnak: Az Atyaisten a bal kezét felemelve tartja, a jobbja pedig, amelyben a jogart tartja a földgömbön nyugszik. Jobbján Jézus ül jobb kézzel a nagy keresztet tartva, fölöttük pedig a Szentlélek galambja lebeg. A körülöttük lévő tér a menny, mely a teljes kupolát foglalja el tele van a felhők között lebegő angyalok alakjaival. A kupola alatti pandatívumokra a négy evangélista szimbóluma van festve: a délkeletin Szent Máté, a délnyugatin Szent Lukács, az északnyugatin Szent János, az északkeletin pedig Szent Márk. A szentély falait márvány díszíti, az emporium magasságában a keleti és nyugati falakon illuzionisztikusan festett ablakok vannak. A nyugati falon két ablakfülke található, a köztük lévő falon pedig egy illuzionisztikusan ábrázolt ablak egy nagyon magas homlokú szakállas férfi képével, amely állítólag gróf Batthyány Lajos portréja.  A keleti fal a nyugatinak fordítottja. A nyugati fal ablakfülkéivel szemben, két illuzionista festett ablak látható, karakterek nélkül, a sikertelen retusálás látható nyomaival. A közöttük levő felület üres, festés nélküli. A hajót teljes egészében kifestették. A boltozaton három Krisztus legszentebb vérének legendájához kapcsolódó jelenetet festettek. Keleti falának három fülkéjében oltárok vannak festve, a hajó északi falán pedig a falnak a keleti részén lévő tényleges ajtó közelében egy illuzionisztikusan festett, nyitott ajtó ábrázolása látható a zarándokok alakjaival, akik bekukucskálnak kápolnába.
A boltozat három mezőjének mindegyikében egy-egy olyan jelenetet festettek, amelyek
a Krisztus legszentebb véréről szóló ludbregi legenda főbb eseményeit mesélik el. A déli boltozatmezőben, amelyik a diadalívig tart a bor Krisztus vérévé történő átalakulásának pillanatát ábrázolták. A pap egy kelyhet tart a kezében, amelyből vért folyik ki, a hívek pedig csodálkozva figyelik a csodát. A hívek közül, akiket a gróf családjának tagjairól mintáztak kiemelkedik egy szakállas férfi alakja, aki a szentély nyugati is ábrázolva van, ezzel azt a benyomást keltve, mintha egy jelenetet ábrázolna. A középső mezőben a szent ereklyéjét az égben hordozó angyalokat láthatjuk. Az északi boltozatos mezőben, mely a hajó bejárata mellett található egy olyan jelenetet ábrázolnak, amely nem tartozik közvetlenül a legendához, és amelyet a források sehol sem említenek. Ez egy állítólagos római körmenet, amelyben a ludbregi ereklyét vitték körül. A menetben a bíborosok között a baldachin alatt haladó pápát is ábrázolják. Ismét a szereplők között van az a szakállas férfi, akiről azt feltételezzük, hogy Ludbreg akkori birtokosa, gróf Batthyány Lajos. 
A keleti fal három fülkéjében három festett oltárt láthatunk. A déliben a Fájdalmas Szűz, a középsőben a Szentháromság, az északiban pedig Nepomuki Szent János ábrázolása látható. 
Közülük a középső eredetileg nem falikép, hanem vászonra festett kép volt. A déli oltár oltárképe a kereszt alatt egy jelenetet ábrázol a Fájdalmas Szűz képével, térdén Krisztus holttestével, a háttér mindkét oldalán festett angyalok Krisztus szenvedésének jelképeivel, felül az INRI felirattal. A középső festett oltár legjobban fennmaradt része a felső rész, ahol a felhőkben, angyalok lebegnek, és az Isten szemét jelképező háromszögre mutatnak. A harmadik oltár oltárképe Nepomuki Szent János a prágai hídon, vértanúságának helyén ábrázolja, ahogyan az angyalok az égbe vezetik. A szent másik szimbóluma a gyónási titkok, az oltár felső részén látható nyelv ábrázolásában testesül meg. Az oltár két oldalán két segítő szent, Szent Sebestyén és Szent Rókus figurái találhatók.